# حمزة نامه

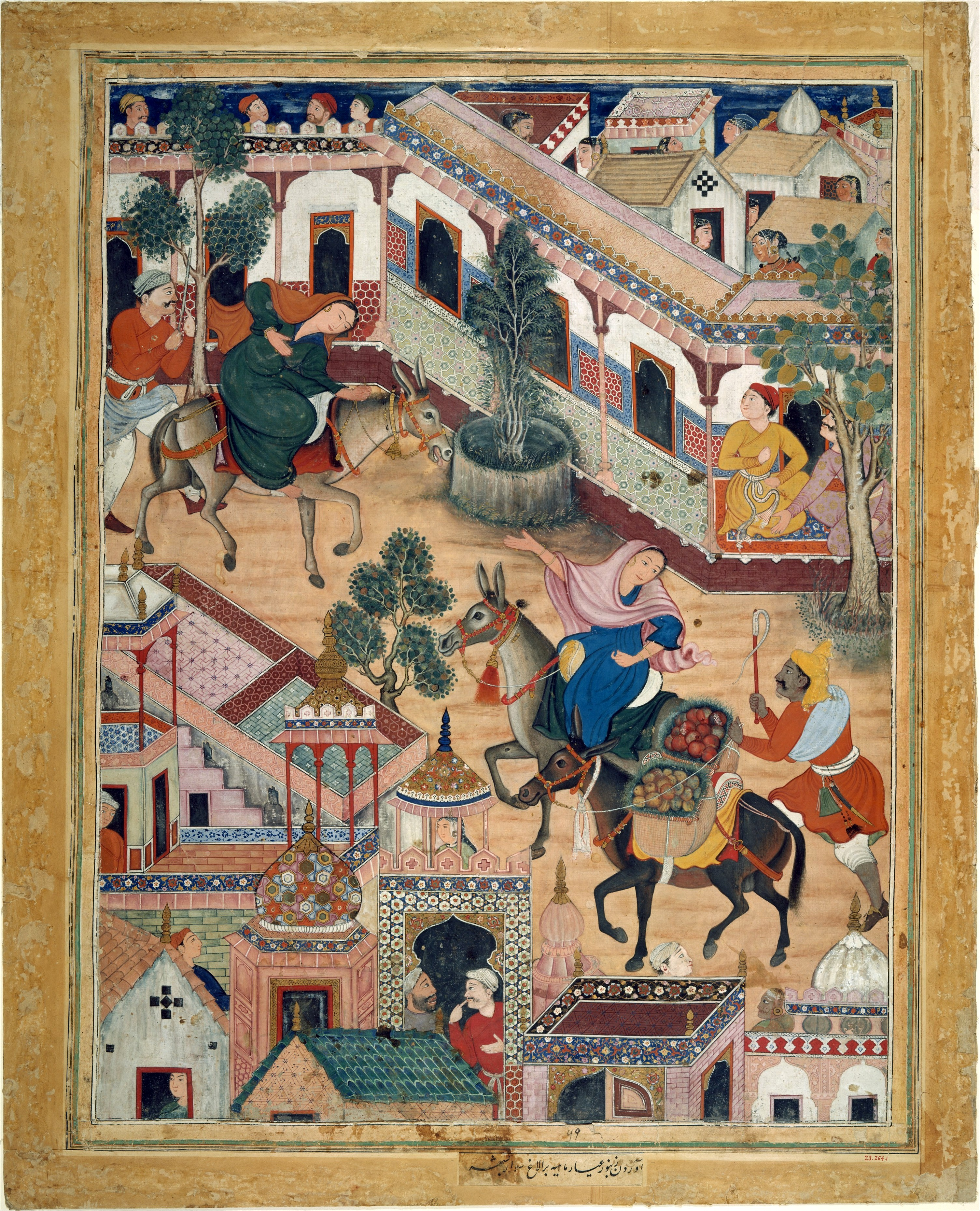
"الجاسوس زنبور الذي جلب الماهية إلى مدينة الطوارق"، من كتاب أكبر حمزة نامه

حمزة نامه أو أمير حمزة نامه هي مخطوطة فارسية تحكي قصة أسطورية خاضها حمزة بن عبد المطلب، عم النبي محمد. معظم القصص المذكورة خيالية للغاية، مُصوِّرة حمزة بطلًا، وهي سلسلة متواصلة من الفواصل النثرية، والأحداث المهددة، والهروب الضيق، والمعارك. يروي الكتاب المغامرات الرائعة التي خاضها حمزة هو ومجموعته من الأبطال في قتال أعداء الإسلام، إن النص مُتأثر بشدة بالنظرة الشيعية لحمزة عم النبي.
وقد كُتبَت القصص، من تقاليد شفوية راسخة، باللغة الفارسية، لغة إدارة المجتمعات المتفرسة، في مجلدات متعددة، ويفترض أن ذلك كان في عصر محمود الغزنوي (حكم من عام 998 إلى عام 1030). وفي الغرب، اشتهر هذا العمل بمخطوطته الضخمة المصورة أكبر حمزة نامه، التي كلف السلطان المغولي أكبر حاشيته بإعدادها، حوالي عام 1562. وقد عمل النص المكتوب على تعزيز القصة كما سُردَت شفويًّا بشكل تقليدي في عروض الداستان. لا يزال الداستان (تقليد سرد القصص) عن الأمير حمزة قائمًا على نطاق واسع في البنغال وأركان، حيث كانت سلطنة مغول الهند المسلمة تسيطر على تلك الأراضي. أطول نسخة من حمزة نامه موجودة باللغة الأردية وتحتوي على 46 مجلدًا تضم أكثر من 45000 صفحة.

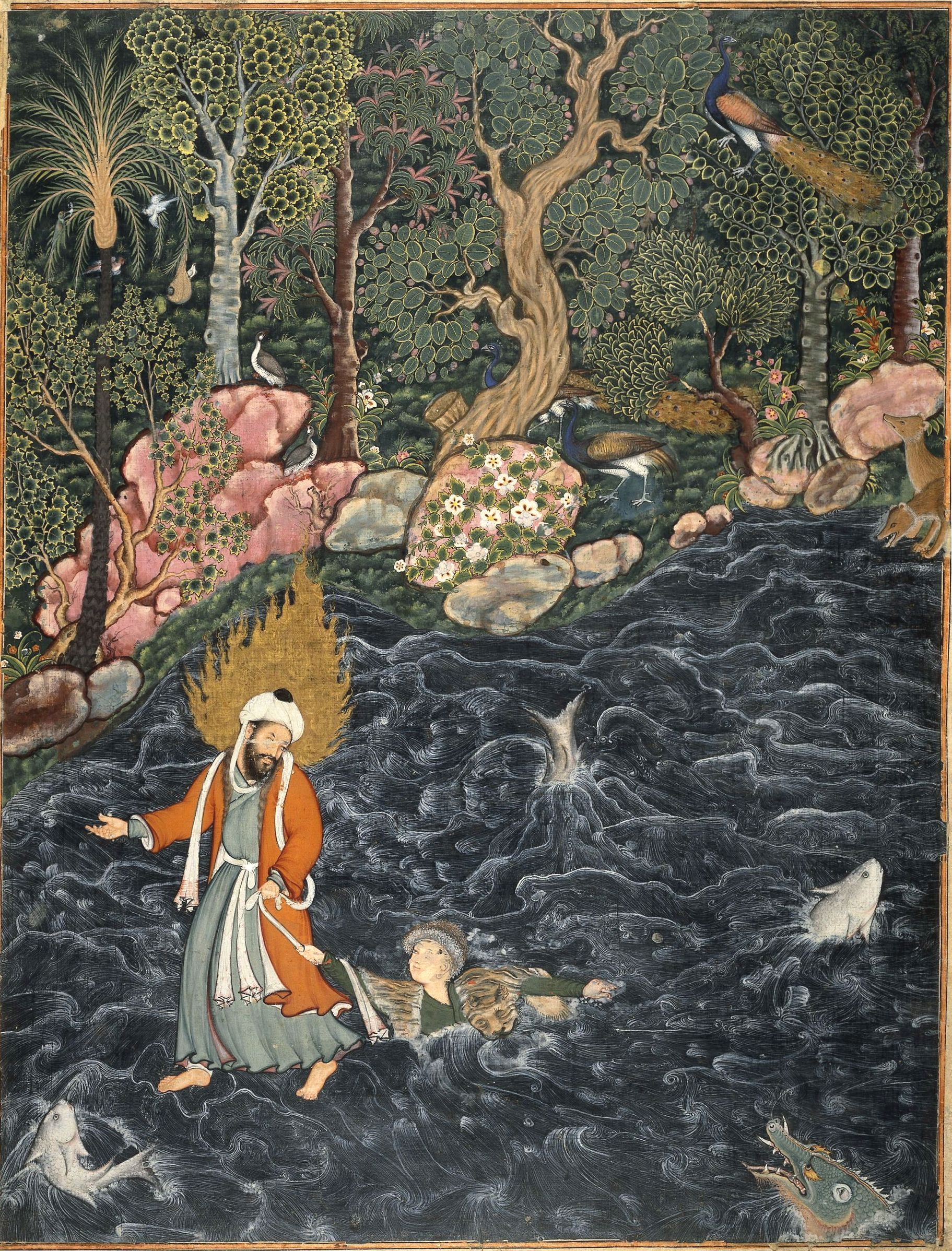
مير سيد علي يُصور النبي إلياس يُنقذ الأمير نور الدهر من الغرق في النهر، الصورة من أكبر حمزة نامه

## التاريخ: الإصدارات والترجمات

### أصول إيرانية
في اللغة الفارسية والعربية، كانت تقاليد الداستان أو القصص متشابهة، ويعود نوع السرد الذي تشيران إليه إلى إيران في العصور الوسطى. ويليام إل. هانواي، الذي أجرى دراسة دقيقة للداستانات الفارسية، يصفها بأنها روايات شعبية تم إنشاؤها وبلورتها ونقلها بواسطة رواة القصص المحترفين، وهذا الفن قد اشتهر لدى العرب قبل اندثاره في القرن 20. على الأقل منذ القرن التاسع، كان الداستان شكلًا شائعًا لسرد القصص. روى رواة الداستان حكايات عن الرومانسية البطولية والمغامرة - قصص عن الأمراء الشجعان ولقاءاتهم مع الملوك الأشرار، وأبطال الأعداء، والشياطين، والسحرة، والجن ، والمبعوثين الإلهيين، والعملاء السريين الماكرين الذين يطلق عليهم اسم "الشطار والعيارون" ، والأميرات الجميلات اللاتي قد يكن بشرًا أو من جنس " البري" ("الجنيات"). وكان موضوعهم النهائي دائمًا بسيطًا: " رزم وبزم "، ساحة المعركة والحياة البلاطية الأنيقة، والحرب والحب. يذكر حناوي خمسة داستانات رئيسة باقية من فترة ما قبل الصفويين (أي من القرن الخامس عشر وما قبله): تلك التي نشأت حول مغامرات الفاتح العالمي الإسكندر ( رومانسية الإسكندر )، والملك الفارسي العظيم داريوس ، وعم النبي محمد حمزة، والملك الأسطوري فيروز شاه، والبطل المخادع سامك العيار. من بين كل الداستانات المبكرة، يُعتقد أن رواية حمزة هي الأقدم.

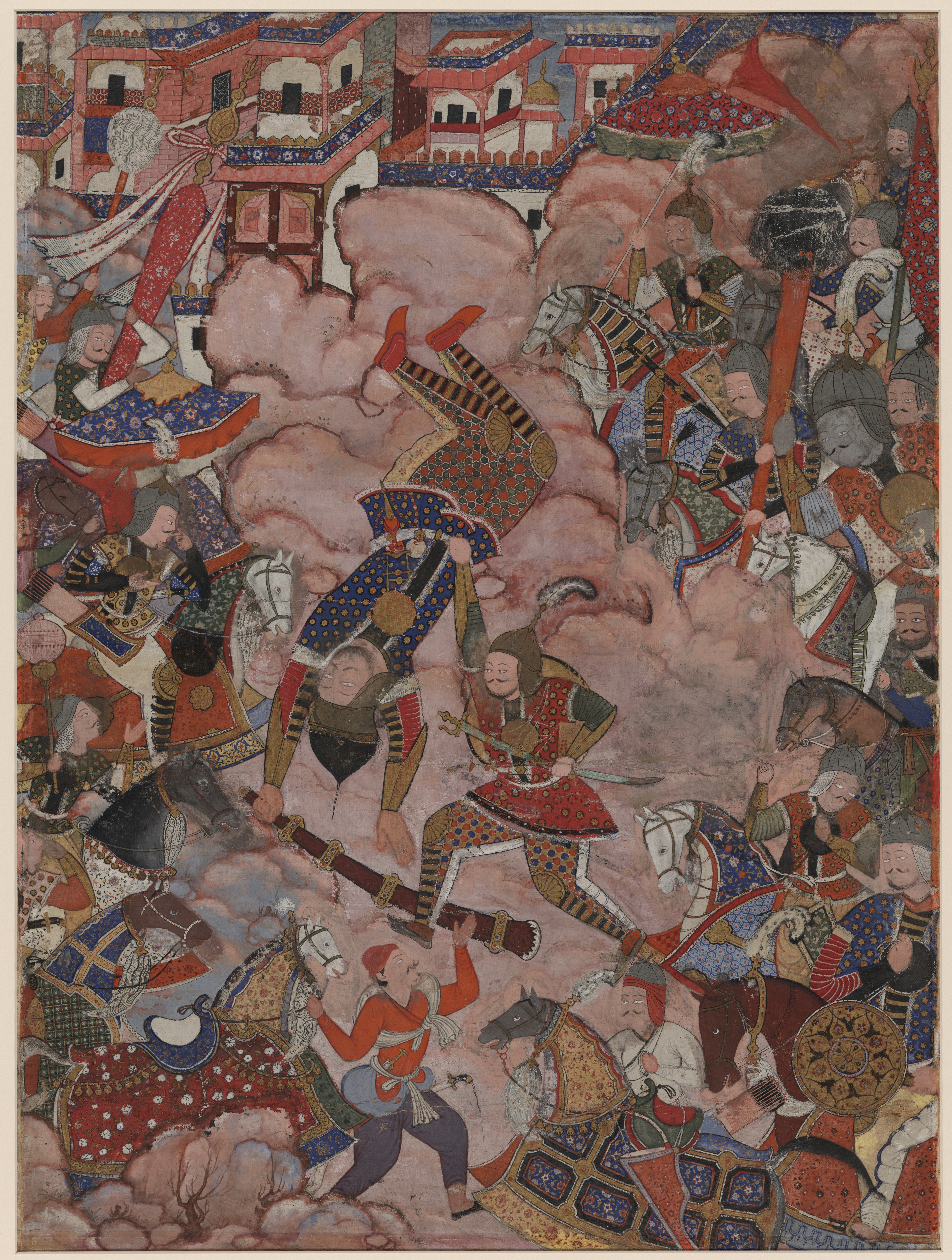
معركة مازندران، رقم 38 في المجلد السابع من حمزة نامه، كما هو منقوش بين ساقي الرجل في أسفل الوسط. يخوض البطلان خواجة عمرو العيار وحمزة وجيوشهما معركة شرسة. في الأصل، صُورت الوجوه؛ ثم مسحها لاحقًا محطمي الأيقونات والتماثيل من المسلمين السنة باعتبارها شركًا، ولكن أُعيد رسمها في أوقات أحدث، في أكبر حمزة نامه.

وقد قيل إن قصة حب حمزة ربما بدأت في الواقع بمغامرات رجل فارسي يحمل نفس اسم حمزة الأصلي: حمزة بن عبد الله، وهو عضو في طائفة الخوارج، وكان زعيم حركة التمرد ضد الخليفة هارون الرشيد وخلفائه. عاش هذا الفارسي حمزة في أوائل القرن التاسع، ويبدو أنه كان متمردًا وسيمًا أدت مآثره الملونة إلى ظهور العديد من القصص. كان معروفًا أنه قاتَل ضد الخليفة العباسي، ويقال إن المحاربين المحليين من سيستان ومكران والسند وخراسان انضموا إليه في المعركة التي استمرت حتى وفاة الخليفة. وبعد المعركة، غادر حمزة، بشكل غير مفهوم، إلى سرنديب (سيلان) والصين، تاركًا وراءه 5000 محارب لحماية الضعفاء من الأقوياء. وقد كتب تلاميذه وصفًا لرحلاته وبعثاته في كتاب مغازي الأمير حمزة ، الذي كان المصدر الأصلي لكتاب داستان الأمير حمزة. ومع تداول هذه القصص، انتقلت في نهاية المطاف إلى حمزة السابق، الذي كان بطلًا مسلمًا وأحد الذين يُنظر لهم بقداسة في الثقافة الشيعية، خاصةً أنه كان مقبولًا لدى جميع المسلمين.

### الإصدارات الهندية المتطورة

#### الفارسية

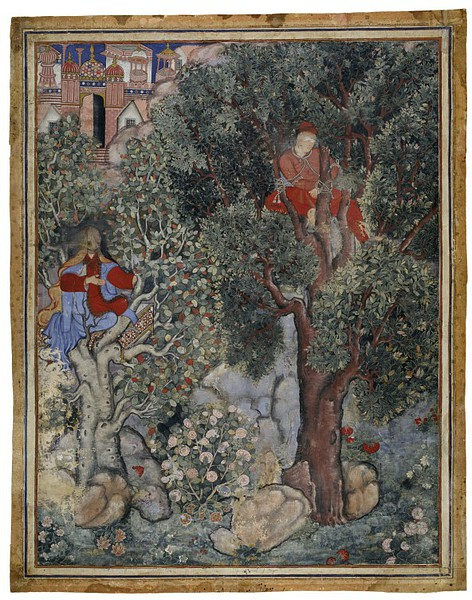
يظهر هذا الرسم التوضيحي الساحرة أنكاروت في هيئة امرأة شابة جميلة، والتي تأمل في إغواء الملك الوسيم الملك إيراج، الذي أسرته وربطته على شجرة، من أكبر حمزة نامه.

ترى آن ماري شيميل أن قصة حمزة لابد وأن كانت شائعة في شبه القارة الهندية منذ أيام محمود الغزنوي في أوائل القرن الحادي عشر. ومع ذلك، يبدو أن أقدم دليل ملموس هو مجموعة من اللوحات التي تعود إلى أواخر القرن الخامس عشر والتي توضح القصة؛ وقد رُسمَت بشكل بدائي، ربما في جاونبور، وربما لراعي غير ثري للغاية.

#### الأردية

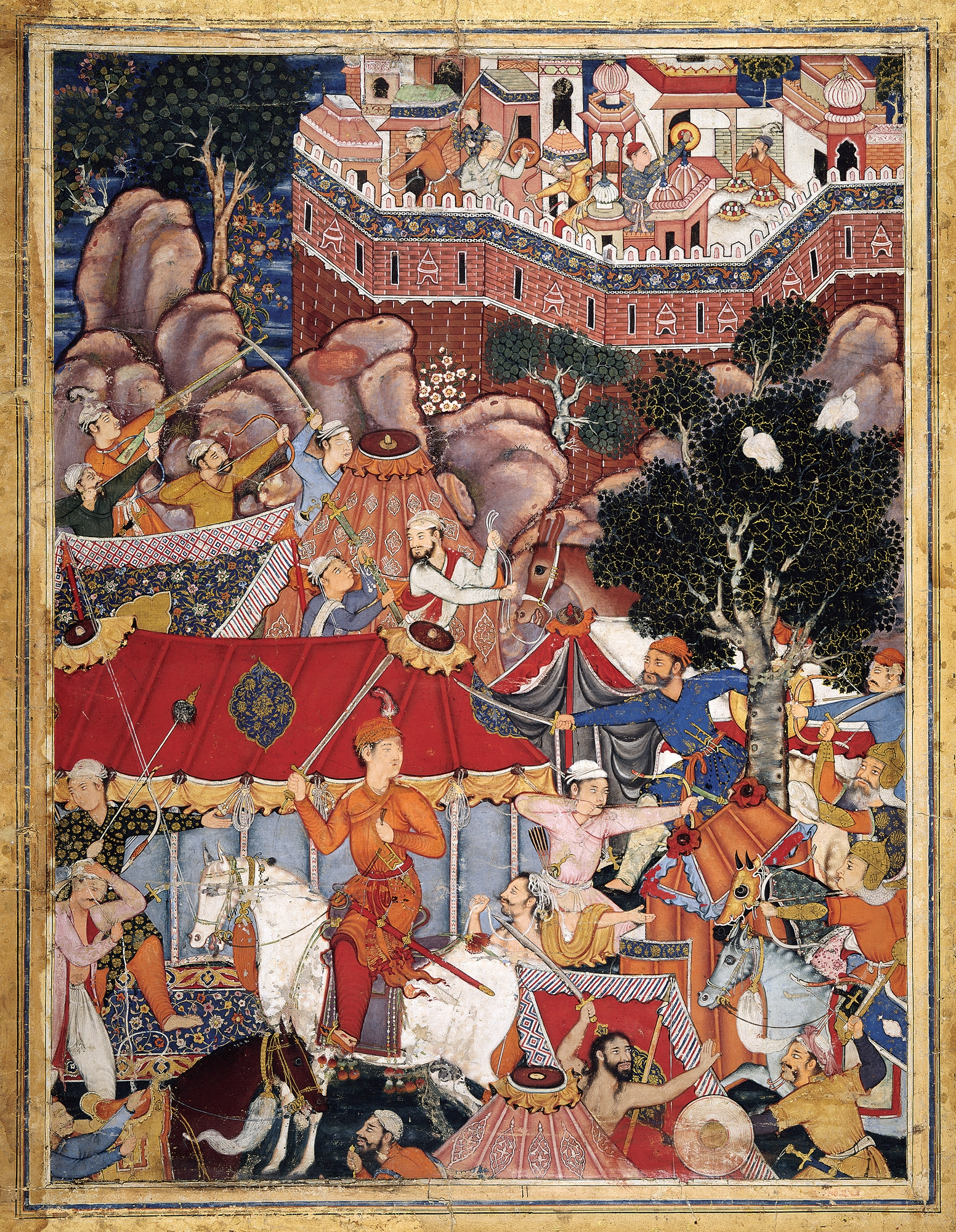
"أسعد بن كاريبا يشن هجوما ليليا على معسكر الملك إيراج "

انتشرت رواية حمزة تدريجيًّا، وعادة في أشكالها الأقصر والأقل تفصيلا، إلى عدد من اللغات الحديثة في جنوب آسيا. كانت اللغتان البشتونية والسندية مضيافتين بشكل خاص لقصة حمزة، ولا تزال مزدهرة حتى يومنا هذا على الأقل في الباشتوية، حيث يتم إنتاج إصدارات مطبوعة من الكتيبات. كانت هذه القصيدة شائعة بين المسلمين في البنغالية منذ وقت مبكر من القرن الثامن عشر، في قصيدة رومانسية طويلة بعنوان "أميرهمجر البوتهي" ، والتي وصفها مؤلفاها، فقير غريب الله وسيد حمجة، بأنها ترجمة من اللغة الفارسية. طُبعَت هذه الرواية النثرية بشكل متكرر في شكل كتيب في القرن التاسع عشر، وحتى في بعض الأحيان في القرن العشرين. وقد أُنتجَت نسخ مختلفة باللغة الهندية أيضًا، ولكن الأهم من ذلك أن قصة حمزة ازدهرت باللغة الأردية.

### الإصدارات الإندونيسية
حكاية أمير حمزة هي النسخة الملايوية الكلاسيكية المترجمة مباشرة من الفارسية المكتوبة أصلًا على ورق تقليدي بالخط الجاوي القديم. توجد الإصدارات أيضًا بلغات أخرى في إندونيسيا، بما في ذلك الجاوية (سيرات ميناك)، والسوندانيزية (أمير هامجاه)، والبوقيسية، والبالية، والأتشيهية.

### الترجمات الحديثة
نُشرَت ترجمتان باللغة الإنجليزية بناءً على نسخة غالب لخنافي وعبد الله بيلجرامي لعام 1871 التي نشرتها دار نشر منشي نوال كيشور. الترجمة الأولى هي ترجمة مختصرة بعنوان "التقاليد النثرية باللغة الأردية" بقلم فرانسيس بريتشيت من جامعة كولومبيا. وهي متاح في نسخة موسعة على موقع المترجم. في عام 2008، ترجم مشرف علي فاروقي، وهو مؤلف باكستاني كندي، النسخة اللخنافية/البيلجرامية إلى الإنجليزية تحت عنوان مغامرات أمير حمزة: سيد الزمان الكوكبي الميمون . استغرقه سبع سنوات لترجمة هذه المغامرة التي تبلغ ألف صفحة، مما أدى إلى إنتاج ترجمة دقيقة للغاية، دون اختصار المقاطع المزخرفة.
كتب المؤلف الباكستاني مقبول جهانجير كتاب "داستان أمير حمزة" للأطفال باللغة الأردية. تحتوي نسخته على 10 مجلدات وقد نشرها دار نشر فيروزسنز.

## الملخص

### دستان أمير حمزة
تبدأ مجموعة قصص حمزة بفقرة قصيرة تصف الأحداث التي مهدت الطريق لظهور البطل الرئيس. في هذه الحالة، المكان هو قطسيفون (المدائن) في العراق، والبطل الأول هو بزرجمير، وهو طفل من أبوين متواضعين أظهر قدرة ملحوظة على فك رموز النصوص القديمة وفطنة كبيرة في الشؤون السياسية. وبفضل الحظ والتصميم المدروس، تمكن بزرجمير من إزاحة الوزير الحالي، وربط نفسه أولًا بالملك الحاكم قوباد كمران، ثم بخليفته، نوشيروان.
| شخصية          | وصف                                                                                 |
| -------------- | ----------------------------------------------------------------------------------- |
| أمير حمزة      | عم محمد .                                                                           |
| قوباد كمران    | ملك إيران .                                                                         |
| ألقاش          | الوزير الأعظم لقُوباد كمران وعالم فلك                                                |
| خواجة بخت جمال | من نسل النبي دانيال الذي يعرف علم الفلك وأصبح معلمًا وصديقًا لألقاش.                  |
| بوزورجمهر      | ابن الخواجة بخت جمال، عالم فلك حكيم ونبيل وموهوب، أصبح الوزير الأعظم لقوباد كامران. |

ومع ذلك، فقد نشأت منافسة مريرة، حيث أن أرملة الوزير الشرير الميت أنجبت ابنًا أطلقت عليه اسم بختاك بختيار، وهو بدوره أصبح عدوًا مدى الحياة لكل من حمزة وبوزرجمر. وسرعان ما يروي الأخير رؤية لنوشروان مفادها أن طفلًا لا يزال في طور الجنين في الجزيرة العربية سوف يؤدي في النهاية إلى سقوطه؛ فيرد نوشروان على غرار هيرودس، فيرسل بوزرجمير إلى الجزيرة العربية بأمر لقتل جميع النساء الحوامل. لقد خرج حمزة وعمرو العيار سالمين من هذا التهديد الرهيب، وهو المقدر أن يكون رفيق حمزة المخلص.

### مغامرة هوشروبا

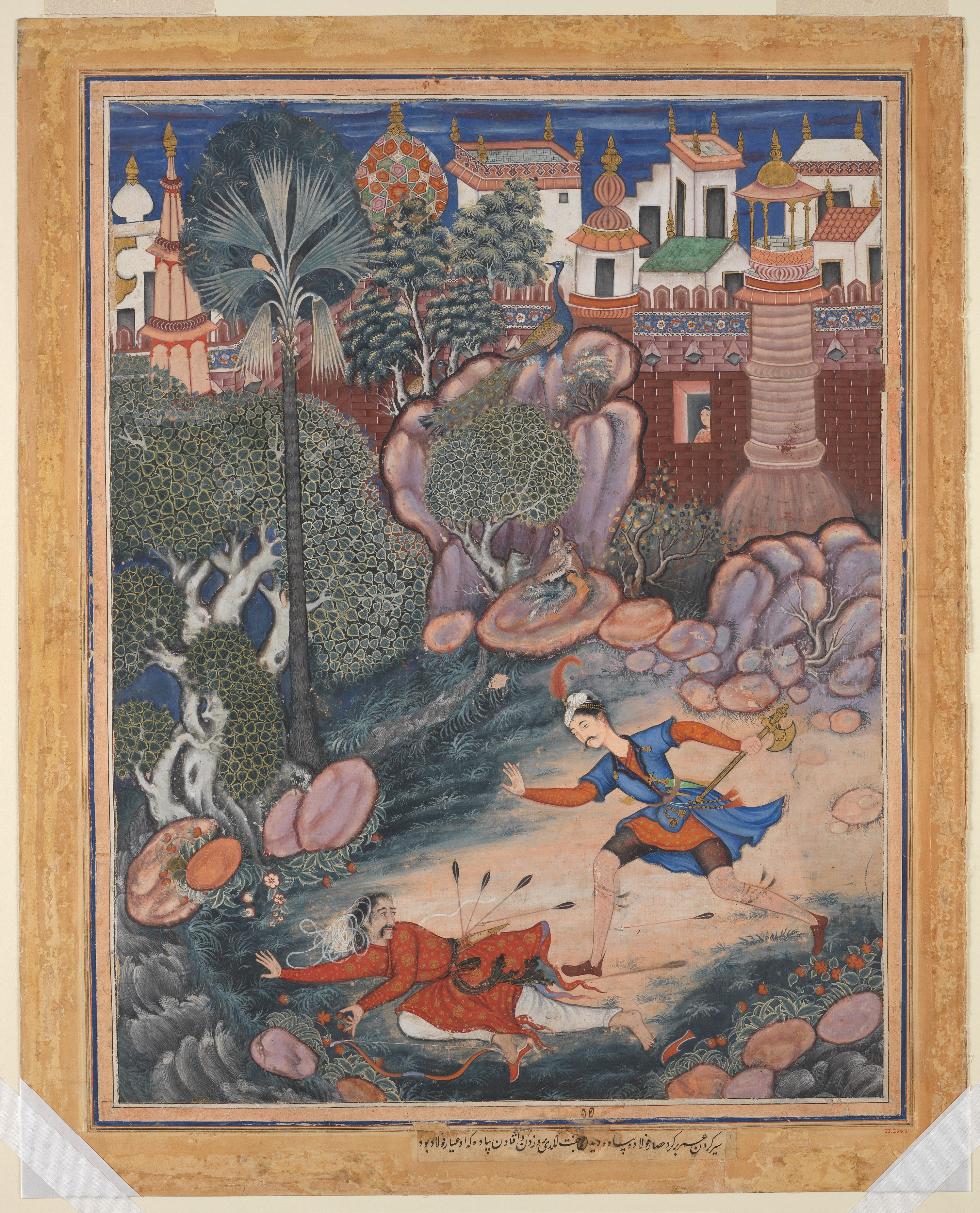
تصور اللوحة جاسوسًا مخلصًا يدعى عمرو العيار استأجره حمزة، الذي اكتشف طريقًا مخفيًا إلى قلعة فوراد.

في هذه الحكاية الجديدة، تأخذ مغامرات أمير حمزة إلى هوشروبا، وهو عالم سحري طلسمي. يُستحضر سحر هوشروبا من السحرة في تحدٍ لله وقوانين العالم المادي. وفي لحظة إنشائه، يُعين شخص سيقوم بكشف هذا العالم السحري في وقت محدد باستخدام مفتاح الطلسم.

## التأثير الثقافي

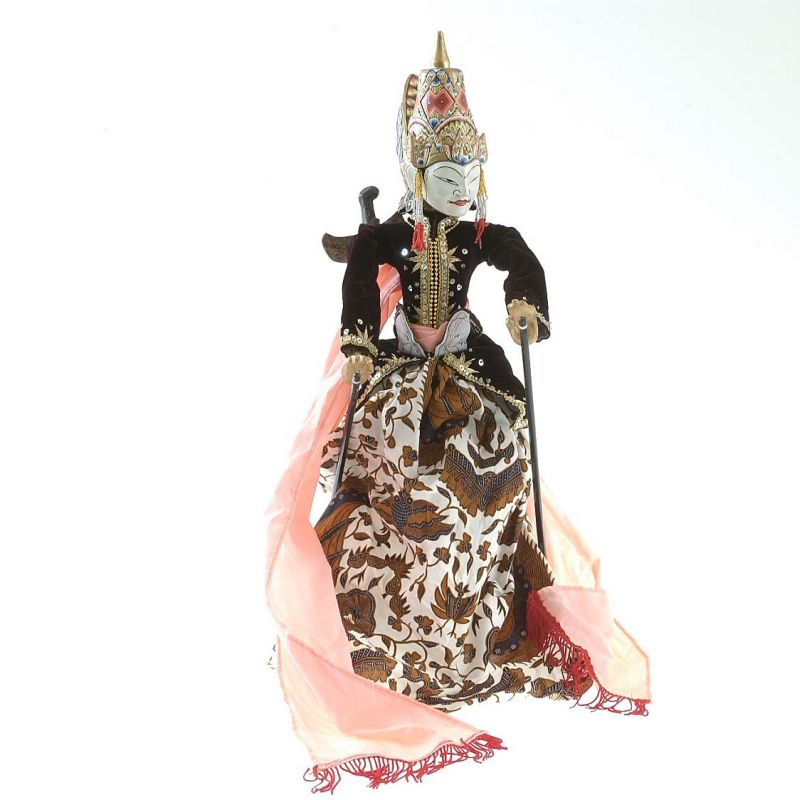
دمية وايانغ إندونيسية لأمير حمزة، المعروف أيضًا باسم وونغ أجونج جايينج رانا

لقد كان للشعبية الهائلة التي اكتسبها الداستان تأثير طويل الأمد على أشكال أخرى من السرد الخيالي. غالبًا ما تبدو الروايات الأولى المكتوبة باللغتين الأردية والهندية وكأنها لا تعدو أن تكون أشكالًا مبسطة أو معدلة من الداستان. تتحمل تشاندراكانتا التأثير المباشر للداستانات كما شهدنا في قضية بطل الرواية الذي يحمل نفس الاسم تشاندراكانتا الذي وقع في فخ الطلسم ووجود العيارين بارزين. وقد أثر الداستان أيضًا على مونشي بريم تشاند (1880-1936) الذي كان مفتونًا ثم مستوحى فيما بعد من قصص طلسم هوشروبا التي سمعها في متجر التبغ في أيام طفولته. كما شكلت أعراف سرد الداستان المسرح الأردي: فقد قدم المخادع عمرة العيار، الصديق الدائم لحمزة، أعراف المساعد الفكاهي للبطل والتي بلغت ذروتها في السينما الهندية في الستينيات.
يتم عرض القصة أيضًا في مسرح العرائس الإندونيسي، حيث يطلق عليها اسم وايانغ ميناك. يُعرف حمزة هنا أيضًا باسم وونغ أجونج جايينج رانا أو أمير أمبياه.

## طالع أيضًا
- أكبر حمزة نامه
- عمرو العيار
- عمرو يهزم التنين

## ملحوظات
1. ↑  مذكور في: حمزه نامه. المُؤَلِّف: Ghalib Lakhnavi. الناشر: Munshi Nawal Kishore. العدد: داستان گویی. لغة العمل أو لغة الاسم: الفارسية. تاريخ النشر: 1855.
2. ↑  Beach, 61.
3. ↑  "داستان امیر حمزہ | ریختہ". Rekhta (بالأوردية). مؤرشف من الأصل في 2024-12-15. اطلع عليه بتاريخ 2023-03-28.
4. ↑  Although nominal similarities, they story is not about the famous Hamza, prophet Muhammad's uncle. The Bustan of Amir Hamzah (the Malay version of Dastan-e-Amir Hamza); Farooque Ahmed, The Sangai Express-Imphal, May 25, 2006 Amir Hamza-book review[usurped]
5. ↑  "داستان امیر حمزہ | ریختہ". Rekhta (بالأوردية). مؤرشف من الأصل في 2025-06-23. اطلع عليه بتاريخ 2023-03-28.
6. ↑  Hanaway, William L. Classical Persian Literature. Iranian studies: Vol 31(1998). 3-4. Google Book Search. Web 16 Sep, 2014
7. ↑  Hamza's Stories. ذا نيوز إنترناشونال. نسخة محفوظة 2025-02-09 على موقع واي باك مشين.
8. ↑  D. M. Lang and G. M. Meredith-Owens (1959), "Amiran-Darejaniani: A Georgian Romance and its English Rendering", Bulletin of the School of Oriental and African Studies 22(3): 454–490. دُوِي:10.1017/S0041977X00065538
9. ↑  Annemarie Schimmel, Classical Urdu Literature from the Beginning to Iqbal, p. 204.
10. ↑  Karl Khandalavala and Moti Chandra, New Documents of Indian Painting--a Reappraisal (Bombay: Board of Trustees of the Prince of Wales Museum, 1969), pp. 50-55, plates 117-126.
11. ↑  Pritchett، Frances. "The Romance Tradition in Urdu: The Adventures from Dastan-e Amir Hamza". مؤرشف من الأصل في 2023-05-13. اطلع عليه بتاريخ 2012-08-11.
12. ↑  Hamzah. Frances Pritchett. نسخة محفوظة 2023-05-13 على موقع واي باك مشين.
13. ↑  Introduction to Dastangoi. dastangoi.blogspot.com. نسخة محفوظة 2024-11-30 على موقع واي باك مشين.

## قراءة إضافية
- Kossak, Steven (1997). Indian court painting, 16th-19th century.. New York: The Metropolitan Museum of Art. ISBN:978-0870997839. مؤرشف من الأصل في 2018-12-16. (see index: p. 148-152; plate 7–8)
- Marzolph، Ulrich. "Ḥamza, Romance of". في Fleet، Kate؛ Krämer، Gudrun؛ Matringe، Denis؛ Nawas، John؛ Rowson، Everett (المحررون). Encyclopaedia of Islam, THREE. Brill Online. ISSN:1873-9830. {{استشهاد بموسوعة}}: الوسيط |ref=harv غير صالح (مساعدة)

## روابط خارجية
- مغامرات أمير حمزة - أول ترجمة كاملة وغير مختصرة لكتاب دستان أمير حمزة
- معرض إلكتروني لمغامرات حمزة في مؤسسة سميثسونيان، نسخة محفوظة 2016-04-18 على موقع واي باك مشين.
- تحفة من روائع التواصل الحسي: همزة الوصل لأكبر (الصور في ملف pdf ، القسم الثاني)
- حمزة نامة في متحف فيكتوريا وألبرت ، لندن
- موقع فرانسيس بريتشيت على الإنترنت لكتاب "التقاليد الرومانسية في الأردية: مغامرات من دستان أمير حمزة"